# Tomaso Sanelli
 (août 2019).
Tomaso Sanelli, né le 9 octobre 2004 à Toronto, est un acteur canadien, connu pour son rôle dans la série Star Falls, dans Shadowhunters et dans DC Titans.

## Filmographie

### Films
- 2016 : Reign : Le Destin d'une reine
- 2018 : Road to the Lemon Grove (en)
- 2024 : Longing de Savi Gabizon : Allen

### Séries télévisées
- 2008 : Les Enquêtes de Murdoch
- 2011 : Suits : Avocats sur mesure
- 2015 : Dark Matter
- 2015 : Man Seeking Woman
- 2016 : Odd squad (en)
- 2016 : Incorporated
- 2016 : Shadowhunters : Jace Herondale jeune
- 2017 : Ransom : Jason Miller
- 2018 : Star Falls
- 2018 : DC Titans : Dick Grayson jeune
- 2019 : Detention Adventure (en)
- 2019 : Holly Hobbie

### Courts-métrages
- 2019 : Stall Boy

## Distinctions
- 2019 : nommé lors des Young Entertainer Awards[1]
- 2020 : participant dans la catégorie Canadian Screen Awards